# آجه
آجه یکی از روستاهای استان گیلان در شمال ایران است.